# Hoogeinde (Beveren)
Hoogeinde is een gehucht in Haasdonk, deelgemeente van Beveren-Kruibeke-Zwijndrecht in de Belgische provincie Oost-Vlaanderen. Het gehucht ligt anderhalve kilometer ten westen van het dorpscentrum van Haasdonk, bij de grens met Sint-Niklaas.
Het gehucht ligt rond de Kruisstraat en de Stuurstraat. In het westen ligt de Westakkers, grotendeels op grondgebied Sint-Niklaas. Ten zuiden ligt het gehucht De Bank.

## Geschiedenis
Op de Ferrariskaart uit de jaren 1770 is het gehucht weergegven als Het Hoogheynde. De Atlas der Buurtwegen uit 1841 vermeldt het gehucht Hoog-einde. De Vandermaelenkaart uit het midden van de 19de eeuw toont Hoog Eynde.
Bij de fusie van de Belgische gemeente in 1976 werd bij een grenscorrectie de Westakkers van Haasdonk overgeheveld naar de gemeente Sint-Niklaas, waardoor Hoogeinde nu tegen de gemeentegrens met Sint-Niklaas kwam te liggen.

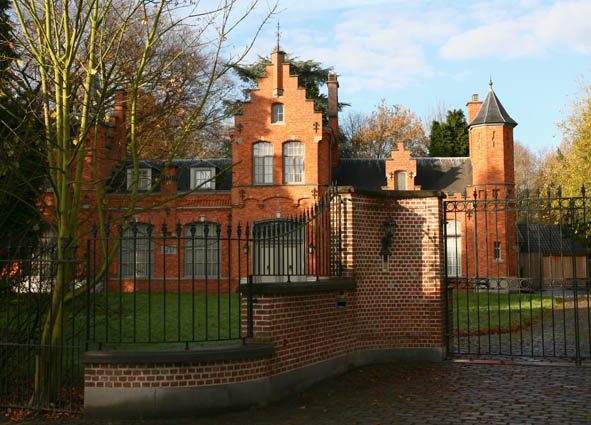
Landhuis aan de Stuurstraat
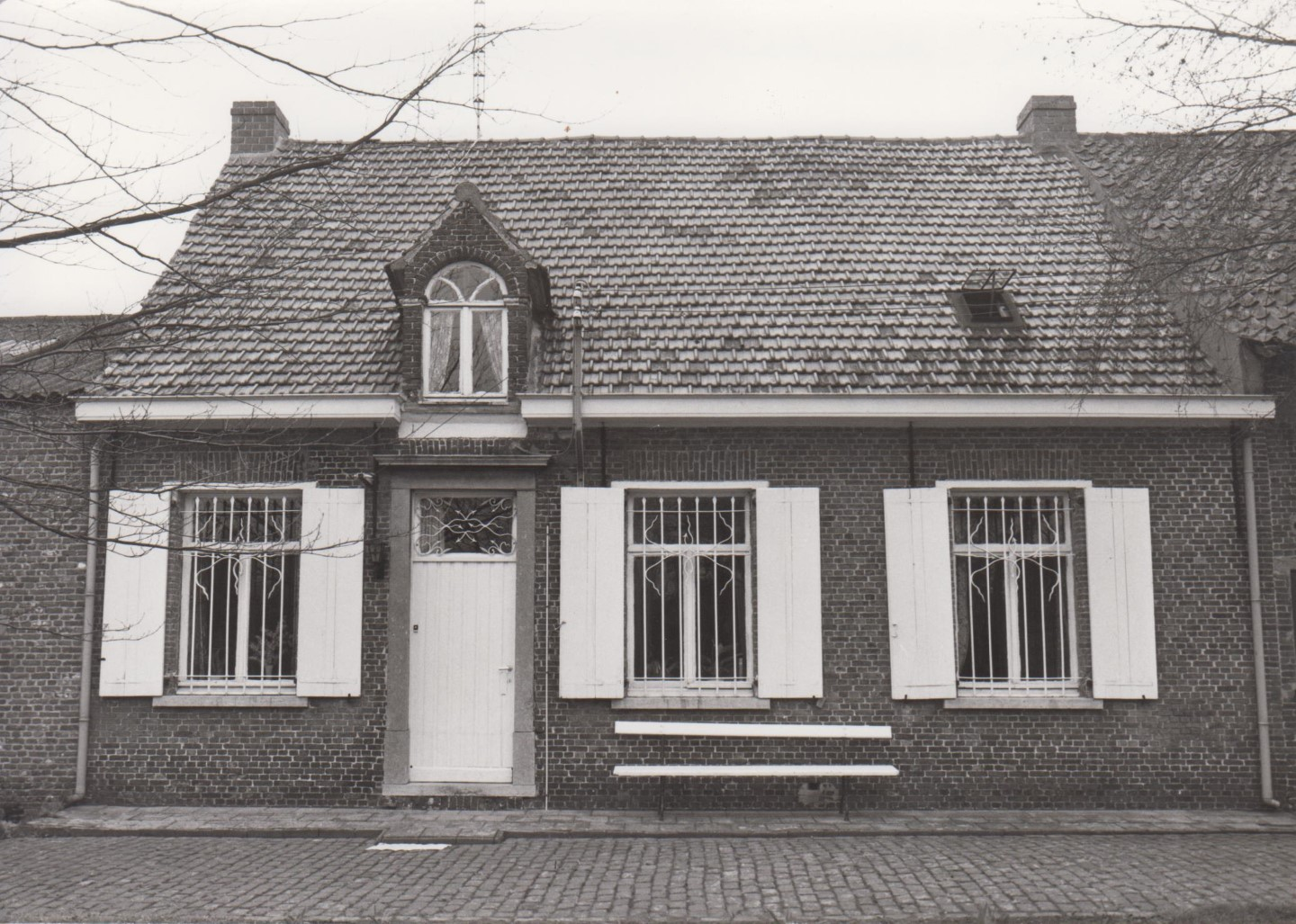
Boerenburgerhuis aan de Stuurstraat

Deelgemeenten: Bazel · Beveren · Burcht · Doel · Haasdonk · Kallo · Kieldrecht · Kruibeke · Melsele · Rupelmonde · Verrebroek · Vrasene · Zwijndrecht

Overige dorpen en gehuchten: Beestenhoek · Bloempot · De Bank · Doorn · Es · Gaverland ·  Geslecht · Groot Laar · Halve Maan · Hoogeinde · Hoogstraat · Kalishoek (Doel) · Kalishoek (Melsele) · Kemphoek · Klein Laar · Melseledijk· Mosselbank (Haasdonk) · Mosselbank (Vrasene) · Nieuwe Parochie · Ouden Doel · Oudendijk · Ponjaard · Prosperpolder · Puiput · Rapenberg · Rapenburg · Saftingen · Sint-Antoniushoek · Smoutpot · Stenen Kruis · Tijskenshoek · Vendoorn · Verrebroekse Blikken · Vijfstraten · Vliegenstal · Voshoek · Westakkers · Wilden Haan · Zillebeek · Zwaantje

Belgische gemeenten · Arrondissement Sint-Niklaas · Oost-Vlaanderen · Vlaanderen